# Union sportive Nemours Saint-Pierre
L'Union sportive Nemours Saint-Pierre (USNSP) est un club omnisports situé à Saint Pierre les Nemours. L'union sportive de Nemours St Pierre, créée le 6 mai 1945, est l'une des plus vielles associations sportives du sud Seine et Marne et regroupe 10 sections sportives, avec un effectif de 1000 licenciés et elle est présidée actuellement par M. Hochart John.

## Sports pratiqués
- Boxe
- Cyclisme
- Escrime
- Natation
- Pétanque
- Running
- Taekwondo
- Tennis
- Tir à l'arc
- Volley-ball